# Nemanstadion
Het Nemanstadion is een multifunctioneel stadion in Grodno, Wit-Rusland. Het stadion wordt vooral gebruikt voor voetbalwedstrijden. De voetbalclub Neman Hrodna maakt gebruik van dit stadion. Het stadion werd gebouwd in 1963 en heette toen het Krasnoye Znamyastadion. In 1993 werd dit veranderd en kreeg het stadion zijn huidige naam. Oorspronkelijk konden er 15.000 toeschouwers in het stadion, maar na de renovaties tussen 2002 en 2008 werd dit aantal verlaagd naar 8.500 toeschouwers. 
Het stadion wordt regelmatig gebruikt voor internationale wedstrijden. De thuisclub Neman Hrodna speelt hier in de Europa League in het seizoen 2014-2015. FC BATE Borisov speelde in 2013 een Europa League wedstrijd tegen het Turkse Fenerbahçe en ook het nationale elftal van Wit-Rusland speelt hier wel een internationale wedstrijd. 